# George Beurling
Pour les articles homonymes, voir Beurling.
George Beurling (6 décembre 1921 à Verdun (Québec) - 20 mai 1948 à Rome) est un aviateur canadien, héros de la Seconde Guerre mondiale, qui s’est battu dans les rangs de la Royal Air Force en Grande-Bretagne et en mer Méditerranée. Avec 31 victoires aériennes homologuées, il fut le plus grand as canadien de la Seconde Guerre mondiale. Il est considéré par les spécialistes de l'aviation de cette époque comme l'un des meilleurs pilotes de la Seconde Guerre mondiale. Plusieurs livres et un film documentaire lui ont été consacrés.
La plupart des victoires de Beurling ont été obtenues lors de son unique tour d'opérations sur l’île de Malte, en 1942.

## Jeunesse
Georges Beurling est né le 6 décembre 1921 à Verdun, près de Montréal, au Canada dans la province de Québec. Il grandit dans une famille de cinq enfants. Son père est d’origine suédoise, sa mère d’origine anglaise. Dès son enfance, il n'a qu'une seule passion : l’aviation. À neuf ans, dès que la classe est finie, il file à l’aéroclub du chemin (boulevard) LaSalle, près de chez lui, pour admirer les avions. Un pilote lui fait passer son baptême de l'air à l’âge de dix ans. Il fait son premier vol solo à seize ans. Économisant sou à sou, faisant des petits boulots à l’aérodrome en plus d’un emploi dans une fabrique d’appareils de radio, il totalise 250 heures de vol sur appareils d’aéro-club. Il obtient son brevet de pilote le 16 avril 1939.
Il envisage d’abord de s’engager dans l’aviation de la Chine nationaliste, qui se bat alors contre l’empire du Japon, mais sa tentative avorte lorsqu’il est arrêté aux États-Unis pour séjour irrégulier. Il fait une seconde tentative, en se rendant au consulat de Finlande, alors en guerre contre l’Union soviétique, pour tenter de s’engager dans l’aviation finlandaise, mais son père refuse l’autorisation parentale exigée.

## Seconde guerre mondiale

### Premier séjour en Grande-Bretagne
Dès que la Seconde Guerre mondiale éclate en Europe, Beurling tente de s’engager dans la Royal Canadian Air Force (RCAF) mais il est refusé, en raison de son trop faible niveau scolaire. En effet il ne possède pas de diplôme universitaire. Il s’engage alors en juillet 1940 comme matelot sur un vapeur chilien, le Valparaiso, en partance pour Glasgow, Écosse, en vue de s’engager dans la Royal Air Force, moins exigeante sur le niveau scolaire au recrutement. Malgré quelques vicissitudes administratives (après une première tentative infructueuse, il doit retourner au Canada se procurer les papiers nécessaires, que son père l’aide enfin à obtenir) il s’engage dans la Royal Air Force le 7 septembre 1940.
Sortant du circuit de formation des pilotes de chasse de la Royal Air Force, il est promu sergent pilote le 16 décembre 1941 et affecté au squadron no 403. Il y bénéficie d’un excellent entraînement dispensé par Ginger Lacey, vétéran de la Bataille d’Angleterre. Il participe à de nombreuses missions sweep (littéralement, « coup de balai ») au-dessus de la Manche et de la France occupée, et remporte ses deux premières victoires. Cependant son caractère indiscipliné et sa haute opinion de lui-même l’isolent de ses camarades. Ceux-ci lui reprochent de chercher avant tout les victoires, au détriment de la discipline de vol de la RAF. Il avait inventé une méthode particulière de préparation au combat et il s’entraînait au sol, perfectionnant sa méthode, en faisant des gestes et des attitudes s'imaginant chasser ses futures proies. C'est ce comportement nouveau pour l'époque qui est à l'origine de son surnom screwball, l'hurluberlu. Pour s'entrainer au tir de précision, il avait pour habitude de tuer les chiens qu'il croisait, en visant un de leurs yeux à plusieurs mètres avec son pistolet.

### Détachement à Malte
En mai 1942, il doit quitter le squadron no 403 car celui-ci est transformé en unité exclusivement canadienne, or il ne s’est pas engagé dans la Royal Canadian Air Force mais dans la Royal Air Force. 
C’est pourquoi il saisit immédiatement la chance qui lui est offerte le 21 mai 1942 : un de ses camarades, marié et jeune père de famille, est affecté à Malte, et la perspective de quitter l’Angleterre ne l’enchante guère. Beurling lui offre de prendre sa place, attiré par la réputation de l’île, surnommée « le paradis des pilotes de chasse » en raison des combats incessants qui s’y déroulaient. En effet, Malte était alors un point stratégique crucial en Méditerranée : à cette époque un corps expéditionnaire allemand, commandé par le maréchal Erwin Rommel, et l’armée italienne se battaient en Libye et en Égypte contre l’armée britannique. Le ravitaillement maritime était vital pour les Allemands et les Italiens. Or les bombardiers et avions torpilleurs britanniques basés à Malte prélevaient un lourd tribut sur les convois maritimes italiens et allemands. Pour empêcher l’Afrique du Nord d’être isolée et asphyxiée, il fallait absolument réduire Malte à l’impuissance. La petite île de seulement deux cents kilomètres carrés devint un des lieux les plus bombardés de la Seconde Guerre mondiale
Pierre Clostermann a décrit, dans son livre Feux du ciel (1951), la première journée de Georges Beurling à Malte.
Ayant embarqué sur le porte-avions Eagle à Gibraltar, le 8 juin 1942, avec trente-trois autres pilotes de renfort, il doit en faire décoller son Supermarine Spitfire pour rejoindre Malte par la voie des airs. Comme tous ses camarades de la Royal Air Force, il n'a aucune expérience du décollage d'un porte-avions. Dès leur arrivée, les renforts sont pris dans de furieux combats aériens. Malte n’a pas usurpé sa réputation. La vue exceptionnelle, la précision de son tir et l’instinct de chasseur de Georges Beurling vont faire merveille. Au sein du squadron no 249 basé sur l’aérodrome de Takali, il va enchaîner les victoires. Dès le 12 juin, il abat un Messerschmitt Bf 109.
Puis une accalmie de plusieurs semaines survient dans les attaques allemandes et italiennes. Le 6 juillet, elles reprennent en force. Entre le 6 et le 29 juillet, Georges Beurling abat quinze avions ennemis, dont quatre dans la seule journée du 29. Le 29 juillet, il est promu officier pilote (sous-lieutenant) et reçoit la Distinguished Flying Cross.
Le 14 octobre, il abat un bombardier Junkers Ju 88 mais en se portant au secours d’un camarade, il est abattu par un Messerschmitt Bf 109. Blessé au bras, au côté et au talon, il parvient cependant à sauter en parachute, puis à gonfler son dinghy (canot pneumatique) et il est immédiatement repêché par une vedette de sauvetage de la RAF. Il est hospitalisé et reçoit le Distinguished Service Order (DSO). 

### Retour au Canada
Il est alors rappelé au Canada. Le 31 octobre 1942, il embarque comme passager à bord d’un bombardier quadrimoteur Consolidated B-24 Liberator avec d’autres pilotes rapatriés et des civils évacués. Mais le pilote rate son atterrissage à Gibraltar et s’écrase en mer. La plupart des passagers meurent noyés. Georges Beurling survit par miracle.
De retour au Canada, Beurling est fêté en héros national, le plus grand as canadien depuis William Bishop durant la Grande Guerre 1914-1918. 

### Second séjour en Grande-Bretagne
En 1943, il obtient son transfert au squadron no 403 de la Royal Canadian Air Force (RCAF) et retourne en Angleterre pour un nouveau tour d’opérations. Il abat un Focke-Wulf 190 au-dessus de la France le 24 septembre 1943, et un autre au-dessus de l’Allemagne. Cela porte son score total à 31 victoires. Le haut commandement décide alors de retirer du front ce pilote trop précieux. Il est affecté comme instructeur de tir à l'école de tir de RAF Catfoss (en). C’est là que la Royal Air Force réunissait ses meilleurs pilotes de chasse, pour essayer de mettre au point de nouvelles méthodes de tir, de nouvelles armes et des viseurs nouveaux. C'est à Catfoss que son homologue, le plus grand as français de la Seconde Guerre mondiale, Pierre Clostermann, le rencontra en juillet 1944. Clostermann fut très impressionné par son caractère indomptable, et ils devinrent des amis inséparables. Leur trio fut complété par Richard Bong, le plus grand as américain, qui avait alors abattu trente-sept avions japonais dans le Pacifique.

## Après guerre
Après la guerre, Beurling ne parvint pas à se réadapter à la vie civile. 20 mai 1948, il s’écrasa au décollage de l'aéroport de Rome-Urbe en Italie, à bord d’un vieil avion Noorduyn Norseman racheté aux surplus américains. Il avait 26 ans.

## Décorations
- Distinguished Service Order (DSO)
- Distinguished Flying Cross (DFC)
- Distinguished Flying Medal & Bar (Royaume-Uni) (DFM)

Aujourd’hui dans son quartier d’origine, il y a un grand hommage pour lui. En effet, à Verdun on retrouve un parc et 3 terrains de football qui porte le nom de Beurling. Sa mémoire est toujours présente dans son quartier.